# Phyllonomaceae
Phyllonomaceae is een botanische naam, voor een familie van tweezaadlobbige planten. Een familie onder deze naam is eigenlijk zelden erkend door systemen van plantentaxonomie. Het APG II-systeem (2003) erkent deze familie wel en plaatst haar in de orde Aquifoliales, onveranderd ten opzichte van het APG-systeem (1998).
Het gaat om een kleine familie van enkele soorten in één genus, Phyllonoma, dat voorkomt in noordelijk Zuid-Amerika.